# Kenrickaster pedicellaris
Kenrickaster pedicellaris är en sjöstjärneart som beskrevs av A.M. Clark 1962. Kenrickaster pedicellaris ingår i släktet Kenrickaster och familjen trollsjöstjärnor. Inga underarter finns listade i Catalogue of Life.